# Nikolái Glebov-Avílov
Nikolái Pávlovich Glébov-Avílov (en ruso: Николай Павлович Глебов-Авилов; Kaluga, Imperio Ruso, 11 de octubre de 1887 – Unión Soviética, 13 de marzo de 1937) fue un político comunista ruso, dirigente del Partido Bolchevique. 

## Biografía
Glébov-Avílov era hijo de un zapatero que comenzó a trabajar en una imprenta en Kaluga. Se convirtió en bolchevique en 1904, y durante la Revolución de 1905 militó activamente en Kaluga, Moscú y en los Urales trabajando en imprentas clandestinas, siendo escondido por el Sindicato de Obreros Ferroviarios de Rusia. No obstante, fue sujeto de continuas detenciones. Entre 1913 y 1914 trabajó para el periódico Pravda. 
Participó en la Revolución de Febrero de 1917 en Tomsk y Moscú. En el verano de 1917 participó en la III Conferencia de Sindicatos de Rusia (20-28 de junio) en Petrogrado, donde presentó la posición bolchevique que defendía que:
- Las Comisiones de Control Económico deben estar subordinadas a la administración central de los sindicatos.
- Estas comisiones deben estar formadas por miembros de los Comités de Fábrica.
- Estas comisiones deben cooperar con los Comités de Fábrica en cada empresa.
- Los Comités de Fábrica deben además ser dependientes financieramente del sindicato.[1]

La Conferencia adoptó, sin embargo, la posición menchevique por setenta y seis votos contra sesenta y tres, aunque conteniendo algunas inconsistencias: para prevenir que los sindicatos se implicasen en el control de la producción, insistieron en que los Comités de Fábrica tomasen responsabilidades generales en esta área. Al mismo tiempo, sin embargo, llamaron a los sindicatos a conseguir que los Comités de Fábrica  fuesen sus apoyos en las diferentes localidades, y a usarlos para implementar sus políticas a escala local.
Tras el triunfo de la Revolución de Octubre y la formación del Consejo de Comisarios del Pueblo el 8 de noviembre de 1917, fue elegido Comisario del Pueblo de Correos y Telégrafos, cargo que ejerció hasta diciembre de ese año. 
Glébov-Avílov fue arrestado el 19 de septiembre de 1936 acusado de participar en una organización contrarrevolucionaria terrorista y de ser un saboteador Fue condenado a muerte el 12 de marzo de 1937 y ejecutado al día siguiente. Fue rehabilitado el 7 de julio de 1956. 